# 李銘盛
李銘盛（1952年—），台灣的行為藝術家，也慣於使用攝影、繪畫、雕塑、影像等手法呈現作品。
李銘盛是高雄美濃出身，大學肄業後報考交通部電信特考，在1975年進入電信局。後來在一次旅行中決定投身藝術，並開始接觸攝影。1981年，於台北美國文化中心舉辦首次攝影個展「故鄉美濃」。之後開始從事行為藝術，在1980年代，他在台北街頭以身體為工具，進行批判體制和環境省思的行為藝術，屢次受到美術館和警方關切。
李銘盛有過兩任妻子，第一任是藝術家吳瑪悧，兩人在1991年分手。李銘盛也在該年辭去電信局工作，1993年，他受邀參加義大利威尼斯雙年展，是台灣第一位受邀參與此展的藝術家。1998年在日本橫濱美術館演出。
2010年，李銘盛移居第二任妻子的故鄉苗栗，要求自己每年發表兩次新作品。2013年，在法國巴黎西帖國際藝術村駐村五個月，回台灣之前，發表以紙箱為主題的創作。2014年，在苗栗縣政府國際文化觀光局舉辦「記憶與新的生命」103個展，這是他首次在苗栗發表創作。

## 作品
- 《生活精神的純化》：為期40天的徒步環島
- 《包袱119》：揹著包袱在忠孝東路行走後，再以鎖鏈將包袱與自己綁在一起119天。
- 《公車上》：在公車上吸菸，直到被乘客趕下車。
- 《我們的憲法終於可以使用了》：將《中華民國憲法》當作衛生紙來擦屁股。
- 《李銘盛＝藝術》：1988年，台北市立美術館舉辦「達達的世界」展，李銘盛在展廳裡現場大小便，之後引發警方以公權力干預，這個作品也讓他聲名大噪。[5]
- 《火球或圓》：為1991年在威尼斯雙年展開展當天的作品。李銘盛把自己裝扮成一棵樹，一邊敲鑼打鼓、一邊走向展場，並以自己的血、牛血及高粱酒混成的液體淋滿全身，進行「祭樹」表演[2]。
- 《火化儀式》：1991年發表於伊通公園，透過西藏高僧的吟詠、在展場焚燒樹枝並以自己的血獻祭，以示向遭人類濫砍的樹木表達崇敬的哀悼。[6]
- 《身高150公分的李銘盛》：發表於1998年。[5]